# The Battle of the Sexes (1959)
The Battle of the Sexes is een Britse filmkomedie uit 1959 onder regie van Charles Crichton. Destijds werd de film in Nederland uitgebracht onder de titel De mannen de baas.

## Verhaal
De Amerikaanse zakenvrouw Angela Barrows wordt door haar firma naar Schotland gestuurd. Onderweg maakt ze kennis met de zakenman Robert MacPherson, die haar inschakelt om zijn bedrijf te moderniseren. Zijn personeel heeft reserves bij die vernieuwingen.

## Rolverdeling
| Acteur             | Personage               |
| ------------------ | ----------------------- |
| Peter Sellers      | Mijnheer Martin         |
| Robert Morley      | Robert Macpherson       |
| Constance Cummings | Angela Barrows          |
| Jameson Clark      | Andrew Darling          |
| Ernest Thesiger    | Oude Macpherson         |
| Donald Pleasence   | Irwin Hoffman           |
| Moultrie Kelsall   | Graham                  |
| Alex Mackenzie     | Robertson               |
| Roddy McMillan     | Macleod                 |
| Michael Goodliffe  | Detective               |
| James Gibson       | Nachtwaker              |
| Noel Howlett       | Mijnheer White          |
| Abe Barker         | Mijnheer Meekie         |
| Gordon Phillott    | Mijnheer Munson         |
| William Mervyn     | Vriend van de detective |